# Falcon 9 v1.0

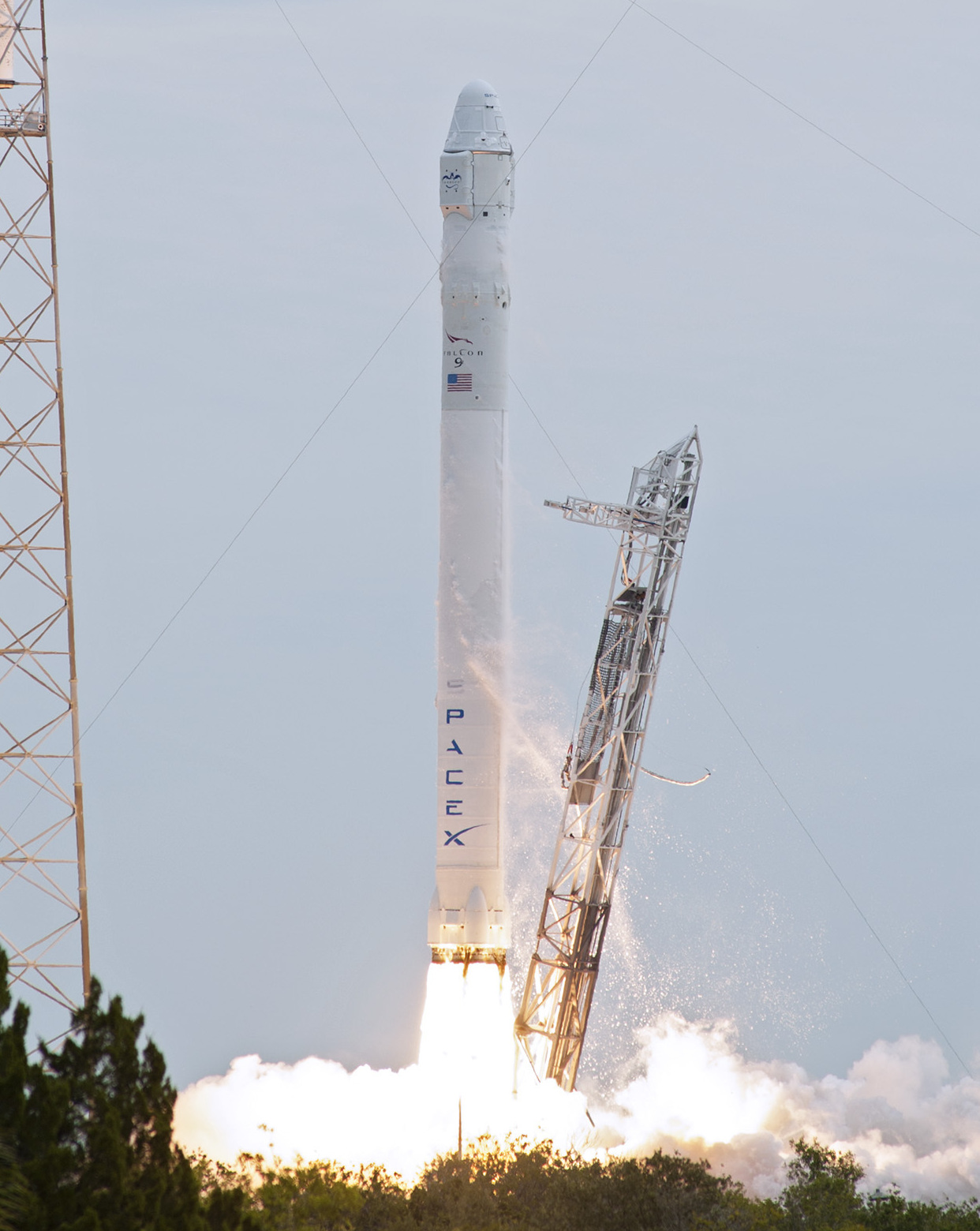
Um foguete Falcon 9 v1.0

Falcon 9 v1.0 foi a primeira versão do sistema de lançamento médio da SpaceX, o veículo lançador Falcon 9. O Falcon 9 v1.0 realizou um total de cinco voos bem sucedidos entre 2010 e 2013.
Ele foi desenvolvido entre 2005 e 2010, e fez o seu lançamento inaugural em junho de 2010. Foi tanto projetado e fabricado pela SpaceX, com sede em Hawthorne, Califórnia. 

## Características
Ambos os estágios do veículo de duas fases até a órbita usado oxigênio líquido (LOX) e querosene de propulsores de foguete (RP-1). O Falcon 9 v1.0 levava cargas de 10,450 kg (£ 23.040) a órbita terrestre baixa, ou poderia levar 4,540 kg (£ 10.010) a órbita de transferência geoestacionária, que coloca o projeto Falcon 9 na faixa de sistemas de lançamentos com grau médio de elevação. Na sua vida, o Falcon 9 v1.0 só lançou missões a órbita baixa da Terra. 

## Serviços
Utilizou-se o Falcon 9 v1.0 em combinação com a cápsula Dragon, a partir de 2012, para reabastecer a Estação Espacial Internacional (ISS), sob contrato da NASA. Ele também fez dois voos de demonstração sob contrato da NASA. Ele lançou um total de três missões à ISS.
O Falcon 9 v1.0 foi aposentado no ano de 2013 e foi substituído por uma nova versão do Falcon 9, o Falcon 9 v1.1, que fez seu voo inaugural em setembro de 2013.